# شان مک‌براید
شان مکبراید(به انگلیسی: Seán MacBride) (۲۶ ژانویه ۱۹۰۴ – ۱۵ ژانویه ۱۹۸۸) سیاستمدار بین‌المللی، وزیر اسبق امور خارجه ایرلند و فعال حقوق بشر. وی رئیس ارتش جمهوری‌خواه ایرلند بود.
علاوه بر فعالیت سیاسی در ایرلند و ارتش جمهوری‌خواه ایرلند، وی در تشکیل و بنیان‌گذاری بسیاری از سازمان‌های بین‌المللی مانند سازمان ملل، شورای اروپا و سازمان عفو بین‌الملل شرکت مستقیم داشته‌است. جایزه صلح نوبل در سال ۱۹۷۴ و جایزه صلح لنین در سال ۱۹۷۶ به وی تعلق گرفته‌است همچنین نشان نقره‌ای سازمان یونسکو را در سال ۱۹۸۰ دریافت نموده‌است.

## شرح حال
مک‌براید در ۲۶ ژانویه سال ۱۹۰۴ میلادی در پاریس متولد گردید پدرش جان مکبراید پس از وقایع جنگ داخلی ایرلند در سال ۱۹۱۶ اعدام شد. وی به همراه مادرش در پاریس اقامت داشت و تحصیل ابتدایی را در پاریس و سپس در ایرلند ادامه داد و در سن ۱۸ سالگی و پس از جنگ‌های استقلال ایرلند در سال ۱۹۲۲ به ارتش جمهوری‌خواه ایرلند پیوست. در سال ۱۹۲۴ هم‌زمان با فعالیت‌های مبارزاتی، وارد کالج دانشگاهی دوبلین گردید و در رشته حقوق مشغول تحصیل شد. در سن ۲۱ سالگی با کاتالینا بولفین دختر ویلیام بولفین ازدواج نمود. در ادامه فعالیت سیاسی و روزنامه‌نگاری، در سال ۱۹۲۷ رئیس اداره اطلاعات و در سال ۱۹۳۶ ریاست این سازمان را عهده‌دار بود.

## تشکیل حزب
او در سال ۱۹۳۱ گروه «ایرلند آزاد» را پایه‌گذاری کرد که یک گروه غیرنظامی در داخل ارتش جمهوری‌خواه بود ولی عمده فعالیت سیاسی وی پس از تشکیل حزب «حزب جمهوری»(Clann na Poblachta) در سال ۱۹۴۶ بود که وی توانست با همکاری احزاب دیگر وارد پارلمان شود. دو سال بعد دونفر از حزب او به کابینه راه یافتند که خود وی وزارت امور خارجه را عهده‌دار بود.

## فعالیت جهانی
شان مک‌براید در سمت‌های زیر در شورای اروپا و سازمان ملل خدمت کرده‌است:
- ریاست کمسیون وزیران امور خارجه شورای اروپا.
- نایب رئیس سازمان همکاری اقتصادی و توسعه.
- معاونت دبیرکل سازمان ملل متحد.
- رئیس مجمع عمومی سازمان ملل متحد.
- عضو ارشد کمیساریای عالی سازمان ملل برای پناهندگان.
- عضو ارشد کمیساریای عالی حقوق بشر در سازمان ملل متحد.

## حقوق بشر
مک‌براید وکالت دفاع بسیاری از فعالین حقوق بشر را در دادگاه اروپایی حقوق بشر در دهه ۶۰ و ۷۰ میلادی بعهده داشت. وی به همراه وکلای دیگر انگلیسی، «سازمان عدالت» را بنیان نهاد. این سازمان مسئول رسیدگی به دادگاه‌های نمایشی مربوط به وقایع بعد از انقلاب ۱۹۵۶ مجارستان بود، بعداً این سازمان به کمیسیون بین‌المللی قضات تغیر نام یافت.
مک‌براید از اعضاء بنیان‌گذار سازمان عفو بین‌الملل بود و از سال ۱۹۶۳ تا سال ۱۹۷۱ رئیس کمیسیون بین‌المللی قضات را عهده‌دار بود همچنین از سال ۱۹۷۴ الی ۱۹۸۵ ریاست اداره بین‌المللی صلح را در کارنامه خود دارد.

## جایزه‌شان مک‌براید
در سال ۱۹۹۲ اداره بین‌المللی صلح، جایزه‌ای با عنوان جایزه‌شان مک‌براید تعین نمود که به افرادی که در ارتباط با صلح جهانی و حقوق بشر فعالیت می‌نمایند اهداء شود. این جایزه به اشخاصی مانند مایکل دی هیگینز، مردخای وانونو و نوال سعداوی تعلق گرفته‌است.